# Eucallia
Eucallia (лат.) — род жуков-скакунов из подсемейства Cicindelinae (подтриба Iresina). Неотропика.

## Распространение
Встречаются в Неотропике: Колумбия, Перу, Эквадор.

## Описание
Жуки-скакуны мелкого размера с крупными глазами, стройным телом и длинными ногами. Крылья развиты. Дневной вид, наземный хищник. Встречается в субтропиках и на высотах парамо в Кордильерах от 2000 до 3100 м (рекордные показатели для любых представителей жуков-скакунов в Южной Америке). Биология и жизненный цикл малоизучены.

## Классификация
Род Eucallia включён в подтрибу Iresina Rivalier, 1971 в составе трибы Cicindelini.
- Eucallia boussingaultii (Guerin, 1843)